# サマー・ナイト・シティ
「サマー・ナイト・シティ」(Summer Night City)は、スウェーデンの音楽グループ、ABBAの楽曲で、ベニー・アンダーソンとビョルン・ウルヴァースによってストックホルムにある彼らのホームタウンへのトリビュートとして書かれた。本曲はアルバム『ヴーレ・ヴー』のセッションの中で録音されたが、アルバムに収録されることはなく、彼らにとって2枚目のアルバム未収録シングルとして1978年9月6日に発売された。それから1年以上経った後にベスト盤『グレイテスト・ヒッツ VOL.2』に収録され、『ヴーレ・ヴー』の1997年と2001年の再発盤にもボーナス・トラックとして収録されている。

## 解説
1978年初頭に始まったレコーディングの中で、元々本曲は「Kalle Sändare」や「ダンシング・イン・ザ・ムーンライト」といった名前が付けられていた。この頃にはABBAにとって新たなレコーディング・スタジオとなるポーラー・ミュージック・スタジオが同年5月にオープンしていたが、使われることはなく、メトロノーム・スタジオで録音が行われた。43秒に渡るバラード調のイントロは曲全体のまとまりを考えた上でカットされたが、その上で曲全体のミキシングには1週間かかり、これはABBAが発表した他の曲と比べて最長であった。最終的に疾走感のあるサウンドにするためにあらゆる簡潔化が行われた。ABBAは発売されたヴァージョンには不満が少なからずあり、ライヴなどではカットされたイントロを含めた上で演奏された。イントロを含めた元のスタジオ・ヴァージョンは1994年のボックス・セットで商品化された。
アグネタ・フォルツコグは最初「ABBAらしくない」と本曲を好きではなかったが、後に好きになったと語っている。

## チャート
| チャート (1978年)                               | 最高 順位 |
| ----------------------------------------------- | --------- |
| オーストラリア (ケント・ミュージック・レポート) | 13        |
| オーストリア (Ö3 Austria Top 40)                | 18        |
| ベルギー (Ultratop 50 Flanders)                 | 3         |
| カナダ トップシングルス (RPM)                   | 90        |
| デンマーク (トラックリステン)                   | 9         |
| フィンランド (スオメン・ヴィラリネン・リスタ)   | 1         |
| フランス (SNEP)                                 | 15        |
| アイスランド (Morgunblaðið)                     | 2         |
| アイルランド (IRMA)                             | 1         |
| 日本 (オリコン)                                 | 24        |
| メキシコ                                        | 10        |
| オランダ (Dutch Top 40)                         | 5         |
| オランダ (Single Top 100)                       | 10        |
| ニュージーランド (Recorded Music NZ)            | 37        |
| ノルウェー (VG-lista)                           | 3         |
| ローデシア                                      | 4         |
| スウェーデン (Sverigetopplistan)                | 1         |
| スイス (Schweizer Hitparade)                    | 5         |
| UK シングルス (OCC)                             | 5         |
| 西ドイツ (GfK Entertainment charts)             | 6         |

| チャート (1978年)            | 最高順位 |
| ---------------------------- | -------- |
| ベルギー (Ultratop Flanders) | 38       |
| オランダ (Dutch Top 40)      | 52       |
| オランダ (Single Top 100)    | 69       |